# Gottfrid Svartholm

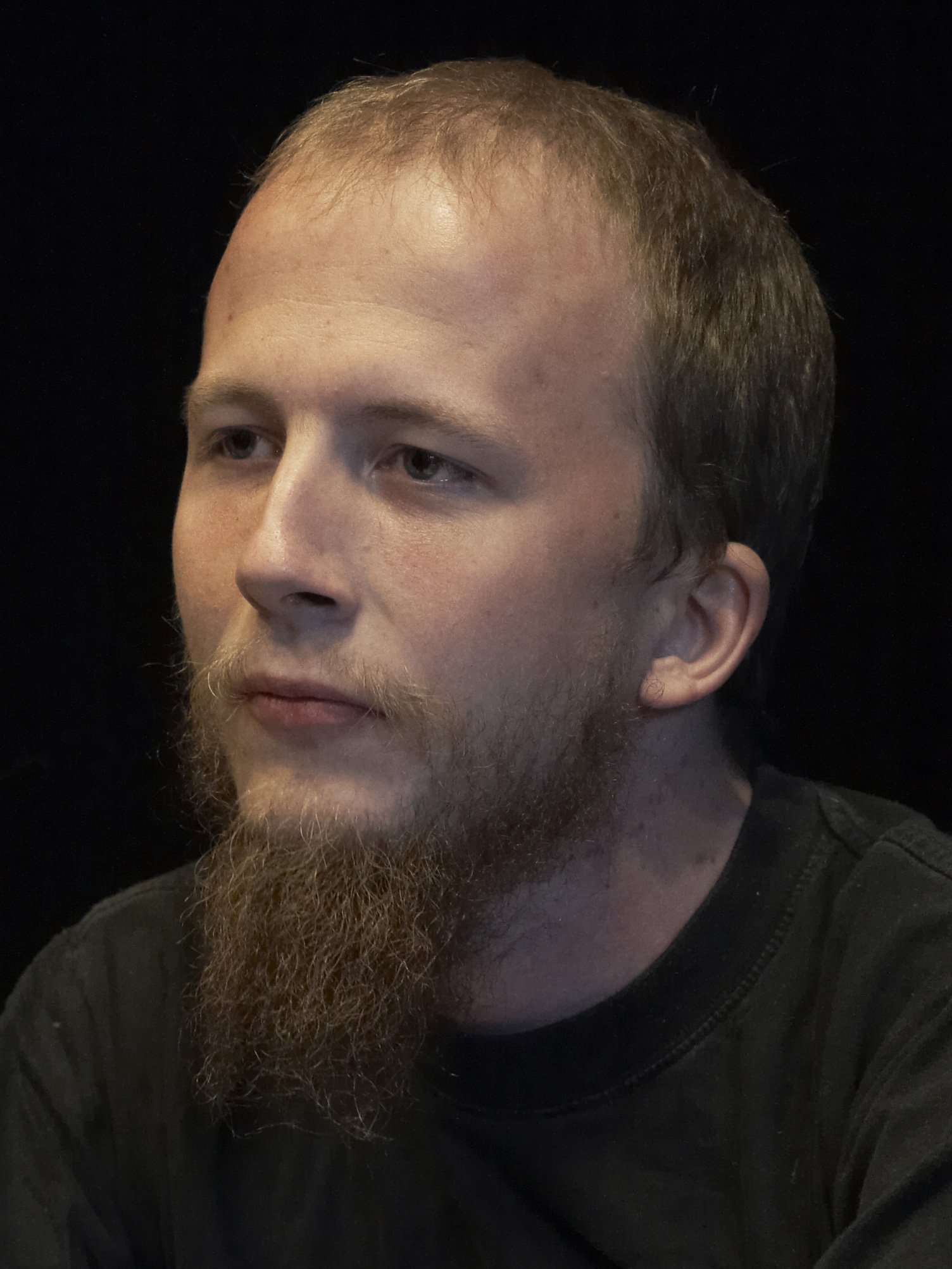
Gottfrid Svartholm in 2009

Per Gottfrid Svartholm Warg (17 oktober 1984), alias anakata, is een Zweedse computerspecialist en hacker, ook wel bekend als de mede-eigenaar van het webhosting bedrijf PRQ en co-eigenaar van de BitTorrent site The Pirate Bay samen met Fredrik Neij.
Ook heeft hij de tracker-software hypercube geprogrammeerd (open source-software zonder licentie) die is gebruikt om de The Pirate Bay-website-tracker te onderhouden.

## Veroordeling
Svartholm werd in april 2009 veroordeeld tot een jaar gevangenisstraf wegens het toegankelijk maken van auteursrechtelijk beschermd materiaal. Ook moest hij, samen met de drie andere oprichters van The Pirate Bay, een boete van 4,4 miljoen dollar betalen. Hij verdween hierop uit de openbaarheid. Hoger beroep werd bij verstek afgewezen. Op 30 augustus 2012 werd hij in Phnom Penh gearresteerd. Hij werd kort daarna in september 2012 uitgeleverd aan Zweden en heeft daar vastgezeten tot 29 september 2015. Op 17 april 2013 werd hij aangeklaagd wegens 
computerinbraken en fraude.